# 金道郷
金道郷（キム・ドヒャン、Kim Do-hyang、김도향、1945年5月3日 - ）は、韓国のソウル市出身のシンガーソングライターである。

## 略歴
1964年、京畿中.高等学校卒業。
1968年、中央大学校 芸術大 演劇映画科卒業。
2003年10月3日 城山アートホールにてコンサート「韓国フォーク音楽33年の自由とロマン」を開催。
2005年「ブレス（Breath）」をリリース。
2014年「マイライフ（My Life）」をリリース。

## 出演

### イベント
- 韓国フォーク音楽33年の自由とロマン(2003年)[3]
- 東日本大震災復興支援チャリティーコンサート～10000の瞳プロジェクト～(2012年) - 全労済主催[5][6]

## 受賞歴
- 中央日報・東洋放送主催第8回放送歌謡大賞 重唱団部門「トゥ・コリアンズ」(1972年) - ソンチャンチョルと受賞[7]
- 2006韓国広告主大会 功労賞[8]
- 銅塔産業勲章 長官表彰(2012年)[9]